# Alex Krieger
Alex Dony Krieger (1911-1991) fue un arqueólogo estadounidense.

## Estudios
Se graduó en la Universidad de California en Berkeley y la Universidad de Oregón. Recibió el doctorado de la Universidad de México en 1954, después de defender su tesis en español.

## Vida profesional
Realizó sus primeros trabajos como arqueólogo en la Gran Cuenca, en California y Oregón. Entre 1939 y 1956 trabajó en la Universidad de Texas. Desde allí hizo importantes contribuciones para establecerla clasificación de las puntas de proyectil y la cerámica en Texas. Se destacó por su trabajo de campo explorando cuevas en el norte de Texas. Se incorporó en 1960 como profesor de Antropología de la Universidad de Washington, donde trabajó hasta 1979. Fue curador afiliado en el Museo Burke.

## Poblamiento temprano
En 1964 Alex Krieger contribuyó con un capítulo del libro El hombre prehistórico en el nuevo mundo, en el que sostuvo la existencia de poblaciones americanas anteriores a la cultura Clovis, que no fabricaron las puntas de proyectil características de Clovis. Su teoría basada en sus visitas a importantes sitios arqueológicos en México y América del Sur, puede considerarse precursora de la actual teoría del poblamiento temprano de las Américas.

## Libros
- The Typological Concept (1944)
- Culture Complexes and Chronology in Northern Texas (1946)
- Importance of the "Gilmore Corridor" in Culture Contacts Between Middle America and the Eastern United States (1948)
- History and Archaeology of the Falcon Reservoir Area (1953)
- Archeological Typology in Theory and Practice (1965)
- El Hombre primitivo en América (1974)
- Un nuevo estudio de la ruta seguida por Cabeza de Vaca a través de Norteamérica (1954, 1993)